# Lagarde, Moselle
Lagarde là một xã trong vùng Grand Est, thuộc tỉnh Moselle, quận Château-Salins, tổng Vic-sur-Seille. Tọa độ địa lý của xã là 48° 41' vĩ độ bắc, 06° 42' kinh độ đông. Lagarde nằm trên độ cao trung bình là 242 mét trên mực nước biển, có điểm thấp nhất là 220 mét và điểm cao nhất là 283 mét. Xã có diện tích 22,26 km², dân số vào thời điểm 1999 là 199 người; mật độ dân số là 8 người/km². Lagarde nằm khoảng 15 km về phía đông nam của Vic-sur-Seille.

## Thông tin nhân khẩu
| 1962 | 1968 | 1975 | 1982 | 1990 | 1999 |
| ---- | ---- | ---- | ---- | ---- | ---- |
| 293  | 297  | 247  | 232  | 229  | 199  |